# Cầu vồng đom đóm - Kỳ nghỉ hè vĩnh cửu
Cầu vồng đom đóm - Kỳ nghỉ hè vĩnh cửu (虹色ほたる～永遠の夏休み～ Niji-iro Hotaru: Eien no Natsu Yasumi?) là một phim điện ảnh anime Nhật Bản năm 2012 do Uda Kōnosuke đạo diễn, phim được chuyển thể từ tiểu thuyết cùng tên của nhà văn Kawaguchi Masayuki. Tại Việt Nam, Liên hoan phim Nhật Bản "Thổi làn gió mới! Phim truyện và hoạt hình Nhật Bản 2013" đã trình chiếu bộ phim dưới tựa đề tiếng Việt chính thức là "Cầu vồng đom đóm - Kỳ nghỉ hè vĩnh cửu".

## Cốt truyện
Vào một ngày hè nắng nóng, cậu bé học sinh tiểu học tên là Yuta khi đến thăm lại con đập nằm sâu trong núi mà ngày xưa người bố đã mất hay đưa cậu đi chơi thì bất ngờ gặp một cú trượt thời gian khiến cậu quay về quá khứ và sống một mùa hè cùng cư dân ngôi làng trước đây nằm ở dưới lòng đập.

## Nhân vật
Các nhân vật được lồng tiếng dựa theo danh sách công bố của xưởng phim Toei Animation.
| Nhân vật             | Diễn viên lồng tiếng Nhật |
| -------------------- | ------------------------- |
| Yuta                 | Takei Akashi              |
| Saeko                | Kimura Ayumi              |
| Kenzo                | Nitta Osamu               |
| Aotengu              | Ohtsuka Chikao            |
| Ji Hotaru            | Ishida Tarô               |
| Yuta (trưởng thành)  | Sakurai Takahiro          |
| Saeko (trưởng thành) | Noto Mamiko               |
| Kenzo (trưởng thành) | Nakai Kazuya              |